# ABYSS アビス
『ABYSS アビス』は、2023年9月15日に公開された須藤蓮の日本映画。共同脚本は企画から参加している脚本家の渡辺あや。

## 登場人物
ケイ
演 - 須藤蓮
23歳の主人公。渋谷のバーでバイトをしながら暮らす。
ルミ
演 - 佐々木ありさ
ケイの兄に乱暴されていた女性。
ヒカル
演 - 夏子
高橋
演 - 浦山佳樹
コウキ
演 - 三村和敬

## スタッフ
- 監督：須藤蓮
- 脚本：須藤蓮、渡辺あや
- 音楽：辻田絢菜
- 音楽アドバイザー：岩崎太整
- エグゼクティブプロデューサー：小川真司
- 製作：柳裕淳、渡辺あや、國枝祐希、須藤蓮
- プロデューサー：須藤蓮、有馬顕
- アソシエイトプロデューサー：上野遼平
- ラインプロデューサー：石塚洋平
- 撮影：須藤しぐま
- 照明：寺本慎太郎
- 録音：五十嵐猛吏
- 衣装：高橋逹之真、木和田昴
- 美術：片平圭衣子
- ヘアメイク：藤原玲子
- DCP制作：ユメキラメク
- 助監督：田中諭
- 制作担当：赤間俊秀
- 制作協力：エル・エー
- 制作プロダクション：ブリッジヘッド
- 製作：2023「ABYSS アビス」製作委員会
- 配給：FOL

## 製作
須藤蓮監督が、映画「逆光」で組んだ脚本家の渡辺あやと、当初は「blue rondo」というタイトルで一年以上を費やして脚本を作り上げ、2020年3月からキャストのオーディションを開始した。

2021年10月18日に本編部分はクランクインして、11月1日に本編部分の撮影は終了し、2022年12月9日に映画祭にて上映された。

2023年に須藤蓮監督が再編集を決意、一般公開のタイトルを「ABYSS アビス」に変更した。

### ロケ地
- シブヤボウリング
- 焼肉ここから
- バグース道玄坂店
- 小鳥庭コトリバ松大東京
- NEVERLAND TOKYO
- 京王バス
- LAG SPACE
- 浅草よろず茶屋444
- HOTEL APiO
- ホテルみかさ
- ペンション アル・モール
- アオキストアー
- コーヒー専科れんらく船
- 撮影協力：南房総市